# Крчевине (Вареш)
Крчевине су насељено мјесто у општини Вареш, Босна и Херцеговина.

## Становништво
|             | 2013.       | 1991.        |
| Укупно      | 68 (100,0%) | 253 (100,0%) |
| Хрвати      | 67 (98,53%) | 241 (95,26%) |
| Срби        | 1 (1,471%)  | 3 (1,186%)   |
| Југословени | –           | 7 (2,767%)   |
| Бошњаци     | –           | 1 (0,395%)1  |
| Остали      | –           | 1 (0,395%)   |

1. 1 На пописима од 1971. до 1991. Бошњаци су пописивани углавном као Муслимани.